# Seznam naselij Virovitiško-podravske županije
Seznam naselij Virovitiško-podravske županije.
Opomba: Naselja v ležečem tisku so opuščena.

## B
Bakić, Slatina - Balinci - Bankovci - Bačevac - Bijeljevina Orahovička - Bistrica - Bjelkovac - Bokane - Borik - Borova - Brezik, Lukač - Brezik, Nova Bukovica - Brezovica - Brezovljani Vojlovički - Breštanovci - Budakovac - Budanica - Budrovac Lukački - Bukova - Bukovački Antunovac - Bukvik - Bušetina - 

## C
Cabuna - Crkvari - Crnac - 

## Č
Čačinci - Čađavica - Čađavički Lug - Čemernica - Čeralije - Četekovac - Čojlug - 

## Đ
Đuričić - 

## D
Detkovac - Dinjevac - Dobrić - Dobrović - Dolci - Donja Bukovica - Donja Pištana - Donje Bazije - Donje Kusonje - Donje Predrijevo - Donji Meljani - Duga Međa - Dugo Selo Lukačko - Duzluk - Dvorska - 

## G
Gaćište - Golenić - Golo Brdo - Gornja Pištana - Gornje Bazje - Gornje Kusonje - Gornje Predrijevo - Gornje Viljevo - Gornji Meljani - Gornji Miholjac - Grabić - Grabrovnica - Gradina - Grudnjak - Gvozdanska - 

## H
Hum Varoš - Hum - Humljani - 

## I
Ilmin Dvor - Ivanbrijeg - 

## J
Jasenaš - Josipovo - Jugovo Polje - 

## K
Kapela Dvor - Kapinci - Karlovac Feričanački - Katinka - Kladare - Kokočak - Kometnik-Jorgići - Kometnik-Zubići - Korija - Kozice - Krajna - Krasković - Krivaja Pustara - Križnica - Kutovi - 

## L
Levinovac - Lipovac - Lisičine - Lozan - Lug Gradinski - Lukavac - Lukač - 

## M
Macute - Magadinovac - Mala Trapinska - Mala Črešnjevica - Mali Rastovac - Markovo - Mačkovac - Medinci - Mikleuš - Milanovac, Crnac - Milanovac, Virovitica - Miljevci - 

## N
Naudovac - Noskovačka Dubrava - Noskovci - Nova Bukovica - Nova Jošava - Nova Šarovka - NNovaki - Novi Antunovac - Novi Gradac - Novi Senkovac - Novo Kusonje - Novo Petrovo Polje - 

## O
Obradovci - Okrugljača - Orahovica - Orešac - Otrovanec - 

## P
Paušinci - Pepelana - Pitomača - Pivnica Slavonska - Podgorje - Popovac - Požari - Prekoračani - Pušina - Pčelić - 

## R
Radosavci - Rajino Polje - Rezovac - Rezovačke Krčevine - Rijenci - Rit - Rodin Potok - Rogovac - Rušani - 

## S
Sedlarica - Sekulinci - Sladojevački Lug - Sladojevci - Slatina - Slatinski Drenovac - Slavonske Bare - Smude - Sopjanska Greda - Sopje - Sovjak - Stara Jošava - Stari Gradac - Starin - Staro Petrovo Polje - Starogradački Marof - Suha Mlaka - Suhopolje - Sveti Đurađ - 

## Š
Šaševo - Španat - Špišić Bukovica - Šumeđe - 

## T
Terezino Polje - Trnava Cabunska - Turanovac - Turnašica - 

## V
Vaška - Velika Trapinska - Velika Črešnjevica - Veliki Rastovac - Veliko Polje - Virovitica - Višnjica - Vladimirovac - Vojlovica - Voćin - Vraneševci - Vukosavljevica - 

## Z
Zdenci - Zokov Gaj - Zrinj Lukački - Zvonimirovac - Zvonimirovo - 

## Ž
Žabnjača - Žiroslavje - Žlebina - Žubrica - 